# Rosier millénaire de Hildesheim

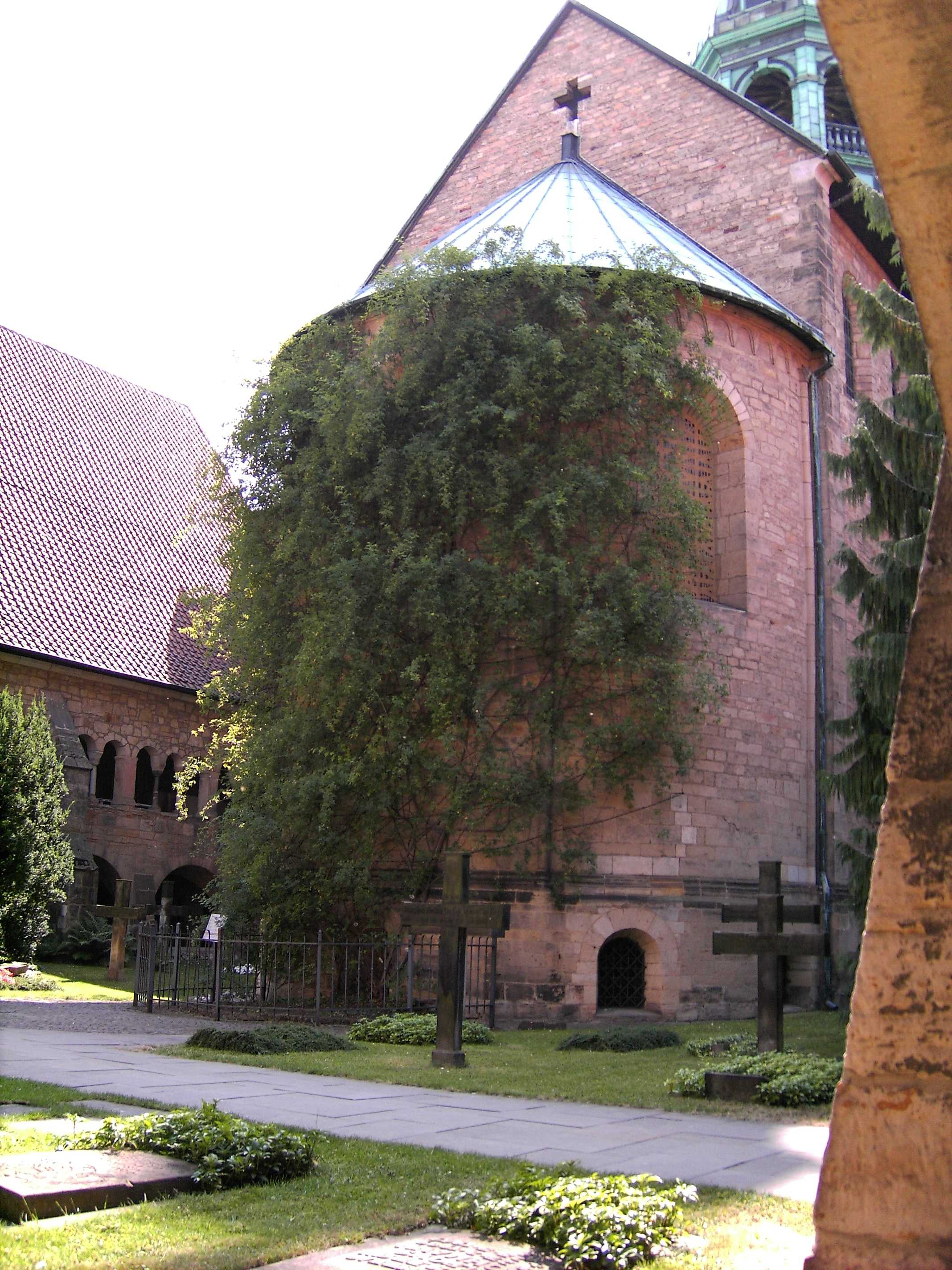
Le rosier qui pousse contre le mur de la cathédrale.

Le rosier millénaire (Tausendjähriger Rosenstock en allemand) ou rosier de Hildesheim est un grand églantier de l’espèce Rosa canina qui pousse contre le mur d'abside de la cathédrale Sainte-Marie de Hildesheim en Allemagne. Le qualificatif "millénaire" semble abusif, même si la plante à plusieurs centaines d'années comme plusieurs sources semblent en attester (voir paragraphe "Longévité")

## Histoire
La légende de cet églantier sauvage remonte à l'histoire fondatrice du diocèse de Hildesheim, autour de 815. On raconte qu'un jour, l'empereur Louis le Pieux aurait fait dire une sainte messe au cours d'une chasse au milieu des bois. Le reliquaire de la Vierge, emporté pour l'occasion, aurait été suspendu au rameau d'un églantier. Mais une fois la messe terminée, il n'était plus possible de détacher le reliquaire de l'arbuste. L'empereur y aurait vu un signe selon lequel c’est à cet endroit même, et non, comme on l’avait prévu, à Elze qu’il fallait fonder le nouvel évêché et qu’il fallait le mettre sous la protection de la Vierge Marie, dont la Rose est le symbole.
À la fin de la Seconde Guerre mondiale, l'églantier a survécu au bombardement du centre-ville par les forces britanniques le 22 mars 1945. Un tas de décombres semble avoir protégé la souche de l'églantier du grand incendie qui détruisit la plupart des maisons historiques à colombages et endommagea lourdement la cathédrale. Deux mois et demi plus tard, des pousses sont sorties des ruines et commencent à fleurir, ce que les habitants de la ville prirent pour un heureux présage.
La ville de Hildesheim est connue en Allemagne comme la ville de la rose. En 2013, l'arbre pousse contre l'abside de la cathédrale à une hauteur d'environ 10 m.

## Longévité
Un ouvrage de 1937 lui donne un âge d'au moins 300 ans, avec une hauteur d'environ 13 m et un tronc de 50 cm de circonférence.
Une autre source indique de le rosier aurait 700 ans.
La présence de ce rosier sauvage est attestée sans interruption sur ce mur depuis au moins quatre siècles, mais rien ne prouve qu'il soit vraiment âgé de plus de mille ans.

## Floraison
La floraison du rosier dépend de la météo. Normalement, elle se produit à la fin du mois de mai et dure environ 14 jours.